# Gare d'Hénin-Beaumont
Pour les articles homonymes, voir Gare de Beaumont.
La gare d'Hénin-Beaumont, anciennement la gare d'Hénin-Liétard, est une gare ferroviaire française de la ligne de Lens à Ostricourt, située sur le territoire de la commune d'Hénin-Beaumont, dans le département du Pas-de-Calais, en région Hauts-de-France.
C'est une gare de la Société nationale des chemins de fer français (SNCF), desservie par des trains TER Hauts-de-France.

## Situation ferroviaire

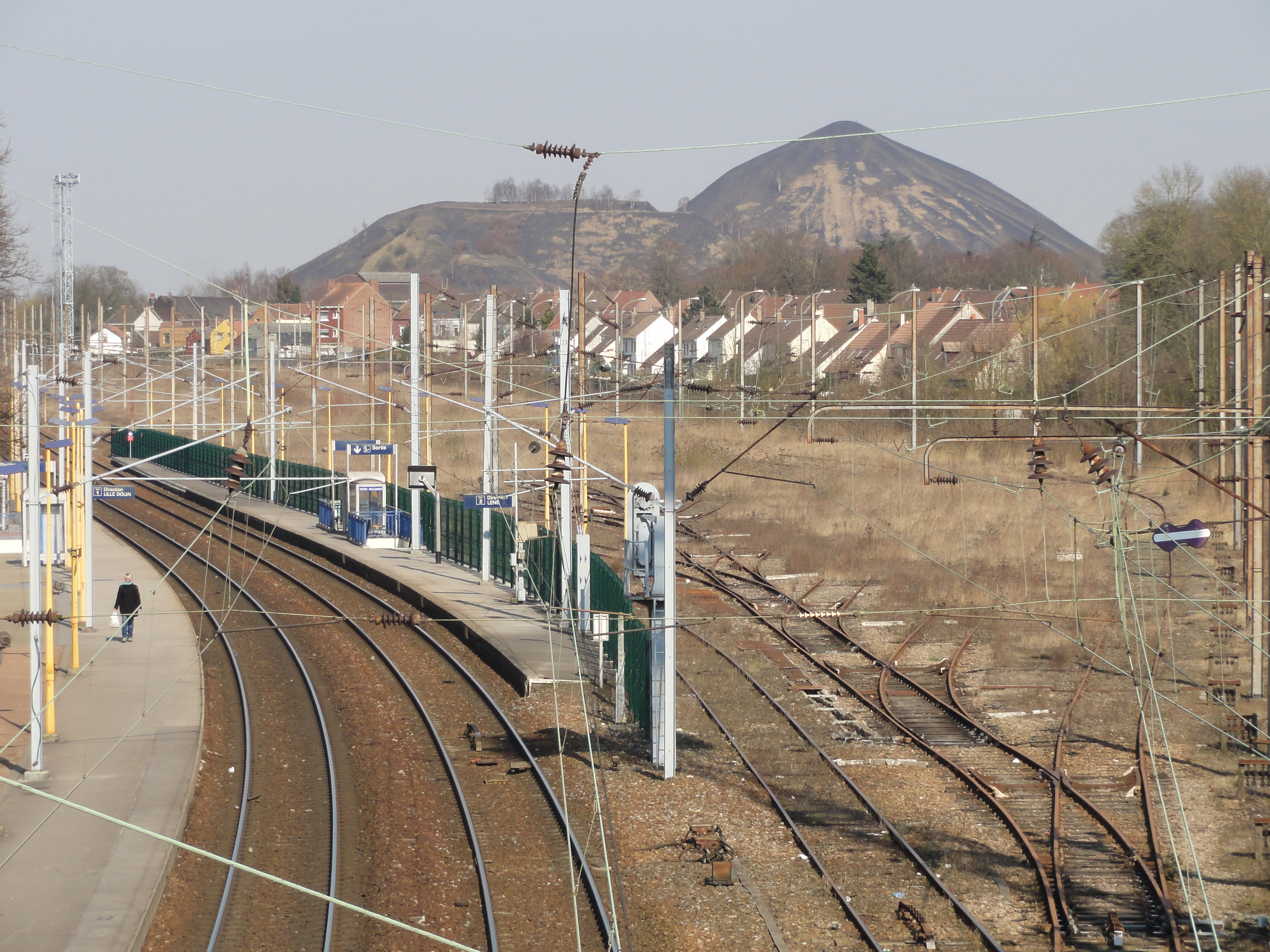
Vue d'ensemble de la gare.

Établie à 32 mètres d'altitude, la gare d'Hénin-Beaumont est située au point kilométrique (PK) 217,930 de la ligne de Lens à Ostricourt, entre les gares de Billy-Montigny et de Dourges. Elle forme aussi le départ de l'ancienne ligne d'Hénin-Beaumont à Bauvin - Provin

## Histoire
Tout comme la commune, la gare portait autrefois le nom d'Hénin-Liétard.

## Service des voyageurs

### Accueil
Gare de la SNCF, elle dispose d'un bâtiment voyageurs (avec guichet), ouvert du lundi au samedi et fermé les dimanches et jours fériés. Elle est équipée d'automates pour l'achat de titres de transport.
Un souterrain permet la traversée des voies et le passage d'un quai à l'autre.

### Desserte
Hénin-Beaumont est desservie par des trains du réseau TER Hauts-de-France, qui effectuent les liaisons suivantes :
- Lens – Lille-Flandres (C41) ;
- Lens – Douai (P42).

### Intermodalité
Un parc à vélos et un parking sont aménagés à ses abords.
Elle est desservie par des bus du réseau Tadao.

## Patrimoine ferroviaire
Le bâtiment voyageurs, de style néo-Renaissance flamande, est en bon état de conservation, depuis sa dernière rénovation durant les années 2010. Il remplace un bâtiment détruit lors de la Première Guerre mondiale.

### Bâtiment voyageurs d’origine
Le premier bâtiment voyageurs, construit par la Compagnie des Chemins de fer du Nord était un bâtiment standard Nord correspondant au plan type standard pour les gares de petite et moyenne importance. Il était du même type que celui de la gare de Billy-Montigny (qui existe toujours et a été altéré) mais se distinguait par des ailes latérales plus grandes (quatre travées) et un corps central plus bas et dépouillé. La toiture des ailes semble plus haute qu'à Billy-Montigny et la différence de niveau entre le faîte du corps central des ailes est beaucoup moins importante.

### Bâtiment voyageurs actuel

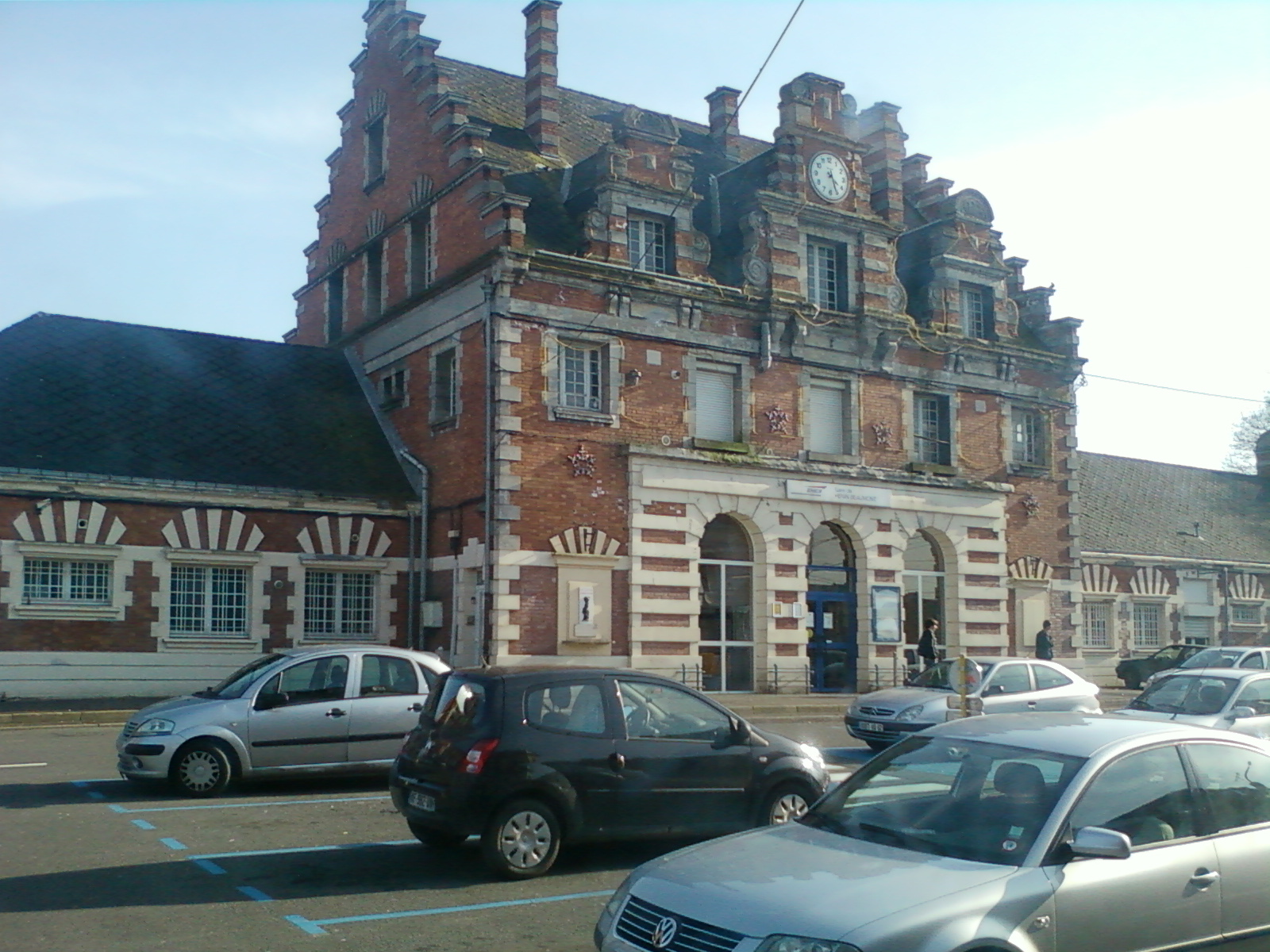
En 2011, le bâtiment voyageurs était en mauvais état.

Le bâtiment actuel appartient à la famille des gares de la reconstruction. Ce n'est pas un bâtiment standard mais il partage des points communs avec d'autres grandes gares reconstruites après le conflit (notamment celles de Saint-Amand-les-Eaux et d'Albert, toutes deux construites par l'architecte Gustave Umbdenstock).
Ce bâtiment, en style traditionnel, possède cependant un aspect moderne, dans le style des années 1920. Sa disposition est la suivante :
- le corps central de cinq travées sous bâtière est à étage et surmonté de trois lucarnes à volutes baroques. Les murs latéraux sont dotés de très grands pignons à gradins avec une demi-lune sur le dernier gradin et un cadre qui portait autrefois le nom de la gare sur le pignon de gauche ;
  - côté rue, le pignon de la grande lucarne médiane comprend l’horloge de la gare. Le porche d'entrée, de style néoclassique, comprend trois ouvertures et est encadré par deux fenêtres aveugles, une marquise en béton coiffait l'entrée des voyageurs à l'origine[4] ;
  - côté voies, l'aspect de la façade est différent avec quatre baies, surplombant trois portes dotées d’arcs en anse de panier. Deux lucarnes à pignons à gradins coiffent les travées médianes ;
- l’aile de gauche possède une toiture se terminant par une croupe et est dépourvue de pignon. Elle possède quatre fenêtres dont une au seuil plus haut ;
- l’aile de droite est plus longue (huit travées, dont une porte), se termine par un pignon à gradins. Les quatre fenêtres de droite ont un seuil haut. Sur le pignon, il n’y a pas de fenêtres à l’étage ; ce mur aveugle est occupé par un large rectangle sur lequel était autrefois inscrit le nom de la gare ;

La façade est en brique avec de nombreux détails en pierre de taille, peinte en blanc. Mis à part les ouvertures du porche, qui sont à arc en plein cintre, toutes les portes et fenêtres sont rectangulaires, à linteau droit. Le soubassement est en pierre ; des chaînages harpés, en pierre, rythment les entourages de baies ainsi que les angles.
Les fenêtres du rez-de-chaussée sont munies d’entablements et surmontées de faux arcs de décharge en éventail alternant la brique et la fausse pierre.
- Côté rue, les portes de service, surmontées de blocs rectangulaires, tranchent avec les arcs des fenêtres tandis que le porche est doté de refends, avec un remplissage en brique.
- Côté voies, la façade est complètement différente. Les arcs en anse de panier du rez-de-chaussée sont composés de blocs disposés en harpe et les fenêtres de l'étage sont plus grande

Côté rue, les fenêtres du premier étage sont surmontées par un bandeau rectiligne et, sur les façades latérales, par une corniche baroque. Les fenêtres, au pignon, du deuxième et troisième étage possèdent les mêmes arcs de décharge que celles du rez-de-chaussée.

### Autres bâtiments
L'ancienne halle à marchandises a été démolie.
Directement accolé à la gare se trouve l'ancien hôtel-buffet de la gare. Tout comme le bâtiment voyageurs, cet immeuble a été détruit pendant la Première Guerre mondiale et remplacé par une autre construction.
Le poste d'aiguillage no 1, construit durant l’entre-deux-guerres, est encore utilisé, contrairement à la maison de garde-barrière attenante, qui est en ruine.

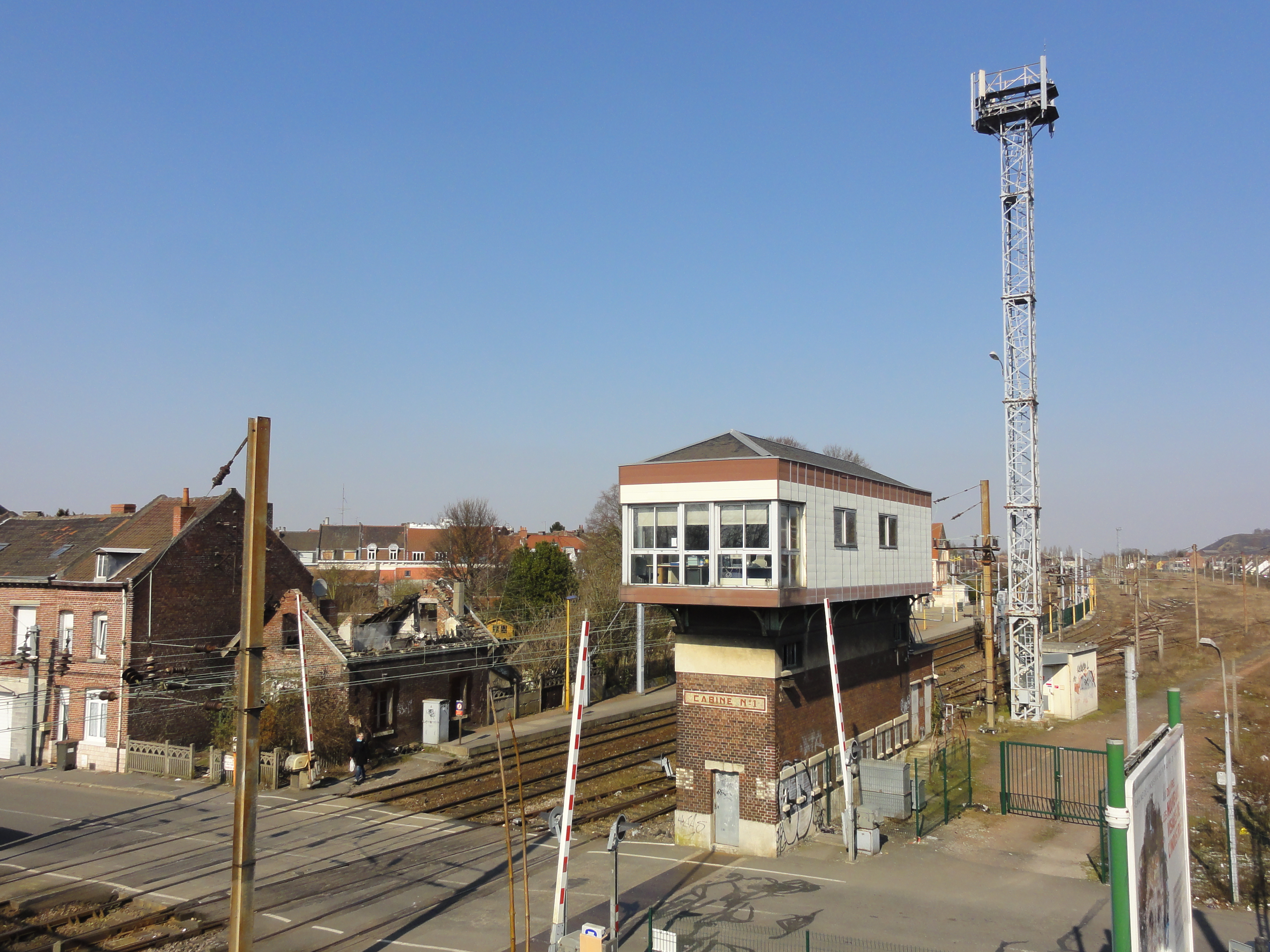
Poste d'aiguillage no 1.
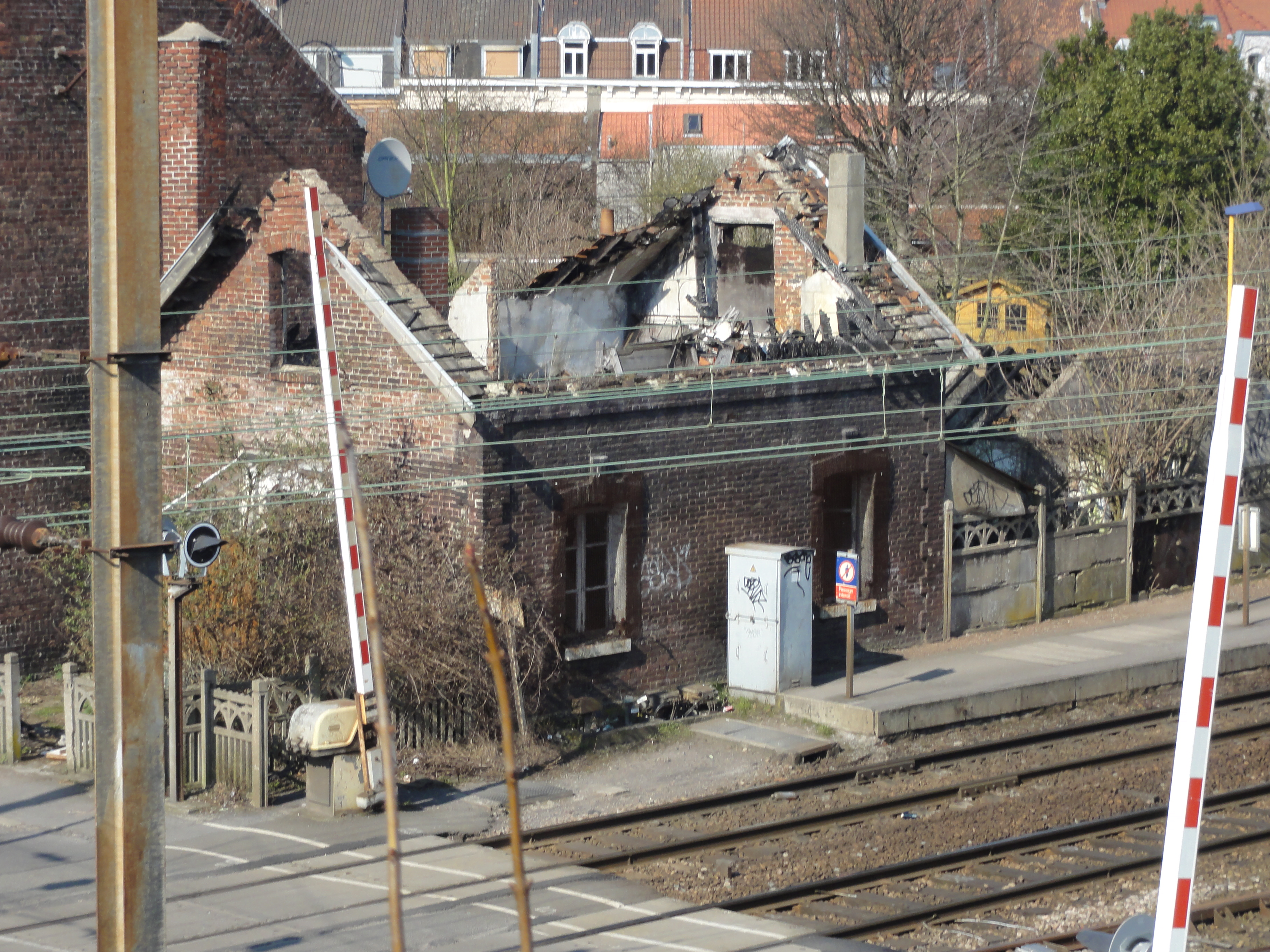
Ancienne maison de garde-barrière.
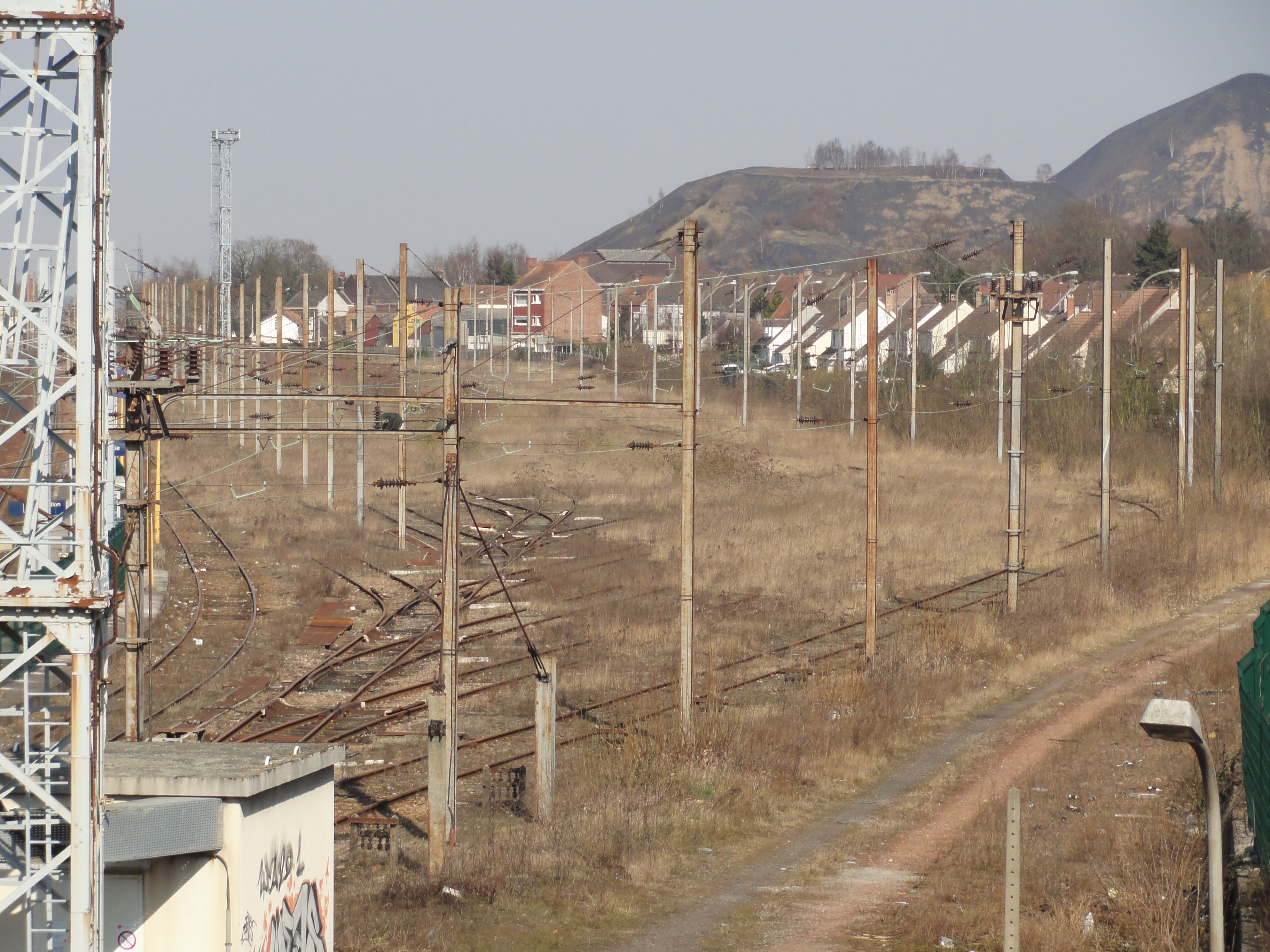
Faisceau à l’abandon.